# Karol Sionek
Karol Sionek (ur. 24 stycznia 1975 w Opocznie) – polski muzyk i nauczyciel muzyki.
Wychował się w Przysusze. Ukończył Liceum Muzyczne im. Karola Szymanowskiego w Warszawie a następnie studiował edukację artystyczną w Akademii Muzycznej w Łodzi.
W latach 1997–2011 grał w zespole Szymon Wydra & Carpe Diem. 